# 走る男
『走る男〜日本縦断2500kmの旅〜』（はしるおとこ にほんじゅうだんにせんごひゃくキロのたび）は、2008年4月から翌年3月まで東名阪ネット6が共同制作し、放送したドキュメントバラエティ番組である。
- 上記続編として、2009年4月から2010年3月にかけて放送された、47都道府県制覇・地球1周40,000km走破を目的とした第2弾については『走る男II』を参照
- 上記続編として、2010年4月から2012年3月にかけて放送された、ジョギングの単発企画で構成された第3弾については『走る男F』を参照
- 上記続編として、2012年4月から2013年3月にかけて放送された、走る男女子部による東海道走破を目的とした第4弾については『走る男女子部』を参照
- 上記続編として、2013年4月から2014年3月にかけて放送された、日本一周を目的とした第5弾については『走る男 THE FINAL』を参照

また、走る男は上記5番組に出演する森脇健児の愛称でもある。

## 番組概要
東名阪ネット6共同制作の第2弾として制作され、タレントの森脇健児が北海道・洞爺湖から沖縄県・首里城まで2500kmを走り、日本を走破するまでの記録を放送する。期間はほぼ1年（2008年3月12日 - 2009年2月22日)。また、ブログ形式の公式ページで随時ジョギングの様子が更新され、夜には森脇自身が入力した日記も公開された。
KBS京都で放送されていた、森脇がアポなしで町に繰り出し一般人とふれあう番組「らくらぶR」の中の「琵琶湖一週サイコロふれあい旅」と「京都縦断サイコロふれあい旅」の二シリーズを踏襲した番組で、森脇が芸能生活をかけて持ち込んだ企画でもある。
ジョギングのスタート地点に一般人が応援に集まり、森脇と伴走することが毎回のようにあった。地元のみならず遠方から駆けつけて伴走した一般人も多い。また伴走だけでなく、番組ページへの書き込み等による情報提供などで一般視聴者が参加して番組を支えた。森脇の真摯な姿が当初の予想を上回る反響を呼び、第二弾である走る男IIに受け継がれた。
第1弾の「カルチャーSHOwQ」とは違い、東名阪ネット6加盟の各局の放送時間が異なり、また加盟していない局にも番組販売を行っている。

## エピソード
- 番組制作会社担当プロデューサーの東郷一重によると、本番組の企画を東名阪ネット6局のプロデューサーの前でプレゼンしたところ、森脇と繋がりの深いKBS京都以外の人間からは「今更森脇健児じゃないだろう」との声が上がったという。その時にすかさず東郷は「今だから森脇健児なんです!」と言い無理矢理押し切ったという。
- 本番組の予算は非常に限られており、森脇に同行するスタッフは担当ディレクターとカメラマン(カメラマンはディレクターが兼務。東郷プロデューサーその他スタッフが同行することもある)の2名のみで、ディレクターは運転手も兼ねていた。また地方に行く際は必ず旅行会社の格安パックチケットであるとのことである。森脇自身は「価格破壊」のテレビ番組と雑誌のインタビューで答えている。
- 2008年7月26日、洞爺湖（北海道）から新船橋駅前（千葉県）までの1076kmを走破した時点で森脇が頸椎に椎間板ヘルニアを発症していた事が判明したため、森脇自身の走行は症状が回復するまで休止することとされた。このトラブルに見舞われたとき、番組が半年で打ち切りになる話も実際に出たという。そのピンチを解消すべく東郷プロデューサーが打ち出したアイデアが「視聴者による代走」であった。8月3日、公式サイト上の一般公募で集められた43人のランナー達が代走として森脇を引き継ぎ新船橋駅前からみなとみらい（神奈川県）までの55kmを駅伝形式で走破した。この代走区間は、後に日本縦断完走後「夏休みの宿題のやり残し」として森脇自身が2日をかけて走破している。
- 素人ランナーの伴走者に混じり、森脇との親交が深い薬師寺保栄、千葉真子、森脇の後輩タレントにあたる安田大サーカス、みょーちゃん、かみじょうたけしなどの著名人が伴走に駆けつけたこともあった。また伴走という形ではないが、有森裕子、笑福亭銀瓶、森脇の師匠である若井はやと、河島あみる、河島翔馬といった著名人が番組出演を果たしている。
- ぼんちおさむ、松村邦洋や構成作家の小原信治が当番組を視聴し絶賛していた。特におさむは第32区の回を見て、「感動した!」と森脇の携帯電話に泣きながらわざわざ感想を伝えた程である。
- 当番組スタッフの並川洋介は河島あみるの夫であり、その縁もあってテーマソングの依頼を弟の翔馬に持ちかけた。それで出来上がったのが「風を切って」だが、この曲では番組と合わない、という意見になり、やがて「ジョギング」が誕生した。

## ルール
1km走るごとに、ジョギング貯金として500円を得る。そしてそのお金で飲食・宿泊等を行う。あまり走れなかった日などには飲食代・宿泊費が足りないなどの事態も起こりうる。ちなみに何を食べるのか・何処で泊まるのか、どの道を行くのかは森脇の自由である。
当初企画書段階ではジョギング貯金というアイデア以外に、県境を越えたら30000円加算というアイデアもあったようだが(出典:DVDコメンタリ)、それはボツになっている。
後に放送される『走る男F』においても、当番組と同様の企画として「全県制覇の旅」があり、ジョギング貯金のルールが継承されている。

## 走行コース
北海道→青森県→秋田県→山形県→新潟県→福島県→栃木県→茨城県→埼玉県→千葉県→（東京都）→神奈川県→静岡県→愛知県→三重県→滋賀県→京都府→大阪府→兵庫県→徳島県→香川県→愛媛県→山口県→福岡県→佐賀県→熊本県→宮崎県→鹿児島県→沖縄県
詳細な走行コースに関しては走る男シリーズ#走る男  - 日本ウィキア(外部ウィキ)を参照

## ネット局
| 放送対象地域 | 放送局                      | 系列                                       | 放送日時 | 放送期間 |
| ------------ | --------------------------- | ------------------------------------------ | --- | --- |
| 埼玉県       | テレビ埼玉 （テレ玉）       | 独立UHF局 （東名阪ネット6加盟） 共同制作局 | 毎週水曜日 23:30 - 24:00 毎週火曜日 19:30 - 20:00（再放送）                                                                                     | 2008年4月2日 - 2009年3月18日 2008年10月28日 - 2009年3月24日                                                           |
| 千葉県       | 千葉テレビ放送 （チバテレ） | 独立UHF局 （東名阪ネット6加盟） 共同制作局 | 毎週火曜日 22:00 - 22:30 毎週日曜日 08:00 - 08:30（再放送）                                                                                     | 2008年4月8日 - 2009年3月24日 2009年1月4日 - 2009年3月29日                                                             |
| 神奈川県     | テレビ神奈川 (tvk)          | 独立UHF局 （東名阪ネット6加盟） 共同制作局 | 毎週日曜日 22:30 - 23:00 | 2008年4月6日 - 2009年3月22日                                                                                          |
| 三重県       | 三重テレビ放送              | 独立UHF局 （東名阪ネット6加盟） 共同制作局 | 毎週土曜日 22:30 - 23:00 | 2008年4月5日 - 2009年3月21日                                                                                          |
| 京都府       | KBS京都〈幹事〉             | 独立UHF局 （東名阪ネット6加盟） 共同制作局 | 毎週日曜日 22:30 - 23:00 年末年始特番 14:00 - 15:55（前半編再放送） 毎週日曜日 07:30 - 08:00（再放送） 毎週月-水 17:00 - 17:30（2回目の再放送） | 2008年4月6日 - 2009年3月22日 2008年12月31日 - 2009年1月2日 2009年1月4日 - 2009年9月20日 2009年10月5日 - 2010年1月27日 |
| 兵庫県       | サンテレビジョン            | 独立UHF局 （東名阪ネット6加盟） 共同制作局 | 毎週土曜日 21:30 - 22:00 毎週日曜日 06:00 - 06:30（前日放送の再放送）                                                                           | 2008年4月5日 - 2009年3月21日 2008年10月5日 - 2009年3月22日                                                            |
| 栃木県       | とちぎテレビ （とちテレ）   | 独立UHF局                                  | 毎週日曜日 07:00 - 07:30 毎週水曜日 23:35 - 24:05                                                                                               | 2008年4月6日 - 2008年10月1日 2008年10月8日 - 2009年3月22日                                                            |
| 新潟県       | 新潟総合テレビ              | フジテレビ系列                             | 毎週火曜日 25:28 - 25:58 | 2008年4月15日 - 2009年3月31日                                                                                         |
| 長野県       | テレビ信州                  | 日本テレビ系列                             | 毎週水曜日 24:29 - 24:59 | 2008年4月9日 - 2009年3月25日                                                                                          |
| 山形県       | 山形放送                    | 日本テレビ系列                             | 毎週火曜日 24:34 - 25:04→ 毎週土曜日 13:00 - 13:30→ 毎週日曜日 10:25 - 10:55                                                                    | 2008年4月29日 - 7月1日 2008年7月12日 - 9月27日 2008年10月5日 - 2009年4月5日                                           |
| 福岡県       | TVQ九州放送                 | テレビ東京系列                             | 毎週土曜日 14:25 - 14:55 | 2008年10月4日 - 2009年3月28日                                                                                         |
| 鹿児島県     | 南日本放送                  | TBS系列                                    | 毎週金曜日 15:00 - 15:30 | 2009年4月3日 - 2009年10月9日                                                                                          |

### 備考
（2008年12月20日現在）
- テレ玉は水曜19:00 - 21:00に過去の放送分を集中的に再放映したことがあり、2008年10月21日から毎週火曜日19:30 - 20:00に#29 - 再放送をしている。
- サンテレビでは2008年10月5日から前日（土曜）に放送した回を毎週日曜日の06:00 - 06:30に過去の放送分を再放送している｡
- とちぎテレビは2008年10月1日までは毎週日曜日07:00 - 07:30の放送だった。
- TVQは初回放送のみ13:30 - 14:00の放送だった。
- KBS京都では2008年12月31日水曜、2009年1月1日木曜、2日金曜14:00 - 15:55「前半を振り返ろう」を放送。
- 2009年1月4日からはチバテレ、KBS京都でも再放送を開始。

### ネット配信
- 2019年12月15日より大阪チャンネルで「走る男」の過去放送分の配信を開始した[3]。

## スタッフ
※太文字表記の人は、前身番組「らくらぶR」のスタッフで、当番組も引き続き担当している。
- 走る男たち
  - 現場プロデューサー：東郷一重
  - 編集：益田信喜
  - 携帯カメラ撮影：東郷一重、大継康高、上田雅史
  - ビデオ撮影：大継康高
  - ディレクター：大継康高、上田雅史、山崎大祐
  - マネージャー：紀井英顕
  - ナレーター：山崎大祐
  - 構成作家：柳田光司（愛称：なぎーた）
  - 高尾雅也、島村類、大田晃士、馬場順一、並川洋介
  - 企画協力：神田はるを
- エグゼクティブプロデューサー：伊藤義行（KBS京都）
- プロデューサー：青柳洋治（チバテレ）、松本宏（テレ玉）、山下泰愛（テレビ神奈川）、波多美由紀（三重テレビ）、江副純夫（サンテレビ）、今西武志
- 衣装協力：MIZUNO
- 制作著作：東名阪ネット6（テレ玉、チバテレ、tvk、三重テレビ、KBS京都（幹事）、サンテレビ）
- 制作：GENKI PRODUCTION, INC.、松竹芸能、TCエンタテインメント

## テーマ曲
- テーマ曲／「ジョギング」
  - 作詞：河島英五 作曲：河島翔馬、河島あみる 編曲：河島亜奈睦 歌：河島翔馬
- 挿入歌／「風を切って」
  - 作詞：河島英五 作曲：河島翔馬、河島あみる 編曲：河島亜奈睦 歌：河島翔馬

以上の曲が収録されたCDは2009年2月7日発売。

## 関連商品

### DVD
1. 北海道・東北編（2008年9月3日ローソン先行発売 2008年12月3日発売）
2. 関東・甲信越編（2008年12月3日ローソン先行発売 2009年3月4日発売）
3. 関東・東海編（2009年3月4日ローソン先行発売 2009年6月3日発売)
4. 関西・四国・中国編（2009年6月3日ローソン先行発売 2009年9月2日発売）
5. 九州・沖縄編（2009年6月3日ローソン先行発売 2009年9月2日発売）

### 本
- 「走る男」(3月31日発売)